# Константина Кунева
Константина Кунева (на гръцки: Κωνσταντίνα Κούνεβα), както е известна всъщност Костадинка Кунева, е българка, синдикална активистка, избрана с листата на СИРИЗА за член на Европейския парламент от Гърция на евроизборите през 2014 година. Тя е сред 6-имата евродепутати, които СИРИЗА изпраща в Брюксел, 4-та в листата ѝ. За българката са гласували 174.873 души.
Завършва история във Великотърновския университет „Кирил и Методий“. Заминава за Гърция през 2001 година. Работи като чистачка в метрото в Атина.
Като генерален секретар на Атинския съюз на чистачите и домашните помощници защитава правата на работниците от нейния бранш, дава интервю за вестник „Елефтеротипия“ (2007). За синдикалната си дейност получава заплахи за живота си. Залята е със сярна киселина от 2 неизвестни мъже на 22 декември 2008 г., като са засегнати лицето, ръцете и гърбът ѝ със сериозна опасност за зрението. Изгаря едното око, а другото е със слабо зрение. Изгарят и вътрешни органи, засегнати са голяма част от жизненоважни органи..
Този акт на насилие е оценен като най-жестоката атака срещу синдикален лидер от последните 50 години. Той дава повод за нови улични протести в продължение на започналите 2 седмици по-рано масови безредици. Протестите продължават поне до 22 януари 2009 г., като събират 3000 души и предизвикват използване на газ от полицията за тяхното разпръскване.
След възстановяването си Кунева продължава синдикалната си дейност. На изборите за членове на Европейския парламент на 25 май 2014 година тя е избрана за евродепутат със СИРИЗА и влиза в Европейската левица – GUE/NGL

## Случаят Кунева
- 23 декември 2008 – 44-годишната Костадинка Кунева е залята с киселина на път към дома ѝ след работа. Тя е чистачка към гръцката фирма „Икомет“ и като секретар на Съюза на чистачите и домашните помощници в област Атика е подавала често сигнали за нередности във фирмата. От нападението Костадинка губи зрението на едното си око.[9]
- 21 януари 2009 – Мащабна протестна демонстрация в Атина в подкрепа на Кунева и срещу нарушенията на трудовото законодателство.
- 22 януари 2009 – Сблъсъци между леви активисти и полицията. В подкрепа на Кунева на 24 януари е обявено спиране на атинската градска железница от 10 до 12 часа.
- 16 февруари 2009 – Лявата гръцка коалиция СИРИЗА предложи на Кунева да оглави листата ѝ за предстоящите избори за Европейски парламент. Костадинка отказва.
- 19 февруари 2009 – Поредна протестна демонстрация в Атина в подкрепа на Костадинка Кунева.
- 25 февруари 2009 – Гръцки съд освободи задържания по-рано 48-годишен албанец, заподозрян в извършването на нападението.
- 16 март 2009 – Студенти, служители и активисти окупират ректората на Солунския университет с искане да бъде разтрогнат договорът с гръцката фирма, която отговаря за почистването на университетските сгради, защото е свързана с компанията, за която е работила Кунева.
- 28 – 29 март 2009 – В солунските медии излезе информация, че ректорът на университета обмисля мерки срещу окупацията на централната сграда и дали да не извика полиция.
- 31 март 2009 – Студенти и служители на Солунския университет организират контрапротест срещу затварянето на централната административна сграда.